# Jared Gallagher
Jared Gallagher (* 18. Januar 2002 in Singapur), mit vollständigen Namen Jared Sean Gallagher, ist ein singapurischer Fußballspieler.

## Karriere

### Verein
Jared Gallagher erlernte das Fußballspielen in Hongkong in den Jugendmannschaften des Kowloon Cricket Club und des Kitchee SC. Im Januar 2020 trat er in Singapur seinen Militärdienst an. Von Mitte Juli 2021 bis Dezember 2021 wurde er an den Erstligisten Young Lions ausgeliehen. Die Young Lions sind eine U23-Mannschaft, die 2002 gegründet wurde. In der Elf spielen U23-Nationalspieler und auch Perspektivspieler. Ihnen soll die Möglichkeit gegeben werden, Spielpraxis in der ersten Liga zu sammeln. Hier kam er jedoch nicht zum Einsatz. Nachdem er seinen Militärdienst beendet hatte, unterschrieb er am 1. Januar 2022 einen Vertrag bei den Young Lions. Sein Erstligadebüt gab Jared Gallagher am 19. März 2022 (4. Spieltag) im Auswärtsspiel gegen Balestier Khalsa. Bei der 4:3-Niederlage stand er in der Startelf und spielte die kompletten 90 Minuten. 2022 bestritt er 24 Erstligaspiele.

### Nationalmannschaft
Seit 2021 spielt Gallagher für die singapurische U23-Nationalmannschaft. Für die U22 spielt er seit 2023.